# Kovács György (hidrológus)
Kovács György (Budapest, 1925. szeptember 24. – Budapest, 1988. április 21.) hidrológus, vízgazdálkodási mérnök, a műszaki tudomány kandidátusa (1955) és doktora (1961), a Magyar Tudományos Akadémia levelező tagja. Nemzetközileg elismert hidrológus volt, nevéhez fűződik a felszín alatti szivárgó vízmozgás hidraulikájának matematikai modellezése. 1980 és 1985 között a Vízgazdálkodási Tudományos Kutatóintézet főigazgatója volt.

## Életútja
A Budapesti Műszaki és Gazdaságtudományi Egyetemen szerzett mérnöki oklevelet 1947-ben, de már egyetemi évei alatt – 1944-ben, illetve 1945–1946-ban – a Mávag hídosztályánál dolgozott gyakornokként. Az 1946/1947-es tanévben a II. vízépítési tanszék demonstrátora volt, s oklevele megszerzése után, 1947-től ugyanitt oktatott tanársegédként, 1949-től adjunktusként. 1950–1951-ben a Mélyépítési Tervező Vállalat (Mélyépterv) szennyvíztisztítási osztályának irányító tervezője volt, majd 1951-től a Vízügyi Tudományos Kutatóintézet (1954-től Vízügyi Tervező Vállalat) alkalmazásában állt szintén mint irányító tervező, később csoport-, szakosztály- és osztályvezető. 1963 és 1968 között az Országos Vízügyi Felügyelőség vízgazdálkodási osztályát vezette. 1970-től hat éven keresztül a Vízgazdálkodási Tudományos Kutatóintézet (Vituki) igazgatóhelyettese volt, majd 1976 és 1980 között ismét az Országos Vízügyi Felügyelőség főosztályvezetőjeként tevékenykedett. 1980-ban kinevezték a Vituki főigazgatójává, s ötéves vezetői munka után, 1985-től haláláig az intézet kutatóprofesszoraként tevékenykedett.

## Munkássága
Tudományos kutatásai elsősorban a felszín alatti, s különösen a talajvíz feletti telítetlen rétegben szivárgó vizek, a talajnedvesség és a talajba áramló csapadék hidrológiájára és hidraulikájára irányultak. Behatóan tanulmányozta a szemcsés közegek és repedezett kőzetek áramlással szemben kifejtett ellenálló-képességét, s kidolgozta a permanens és nem permanens szivárgó vízmozgás jellemzésére alkalmazható matematikai modelleket, számítási módszereket. 1972-es könyvében (A szivárgás hidraulikája) foglalt elméleti eredményeinek, hidro- és talajmechanikai kutatásainak gyakorlati célú alkalmazási köre számottevő, a vízgazdálkodás mellett a mezőgazdasági talajművelés, valamint a műtárgytervezés és a mérnökgeológia számára is jelentős. Élete vége felé az akkor még csak tervezett bős–nagymarosi vízlépcsőrendszer kérdésével és várható ökológiai, hidrológiai hatásaival foglalkozott.
1952 és 1958 között a Hidrológiai Közlöny szerkesztője volt.

## Társasági tagságai és elismerései
1979-től a Magyar Tudományos Akadémia levelező tagja volt, elnökölte a vízgazdálkodás-tudományi bizottság tevékenységét, valamint alelnökként vett részt az MTA és az Országos Vízügyi Felügyelőség közös vízügyi bizottságának munkájában. 1950–1952-ben a Magyar Hidrológiai Társaság főtitkári tisztét töltötte be. A nemzetközi tudományos közéletben is aktívan részt vett: 1971-től a Nemzetközi Hidrológiai Szövetség (International Association of Hydrological Sciences, IAHS) főtitkára, alelnöke, végül elnöke volt, emellett részt vett a Nemzetközi Öntözési és Lecsapolási Bizottság (International Commission on Irrigation and Drainage, ICID), valamint az UNESCO nemzetközi hidrológiai programját (International Hydrological Programme, IHP) végrehajtó kormányközi tanács munkájában.
Tudományos eredményei elismeréseként 1965-ben Akadémiai Díjat, 1974-ben Schafarzik Ferenc-emlékérmet, 1975-ben Eötvös Loránd-díjat kapott.

## Főbb művei

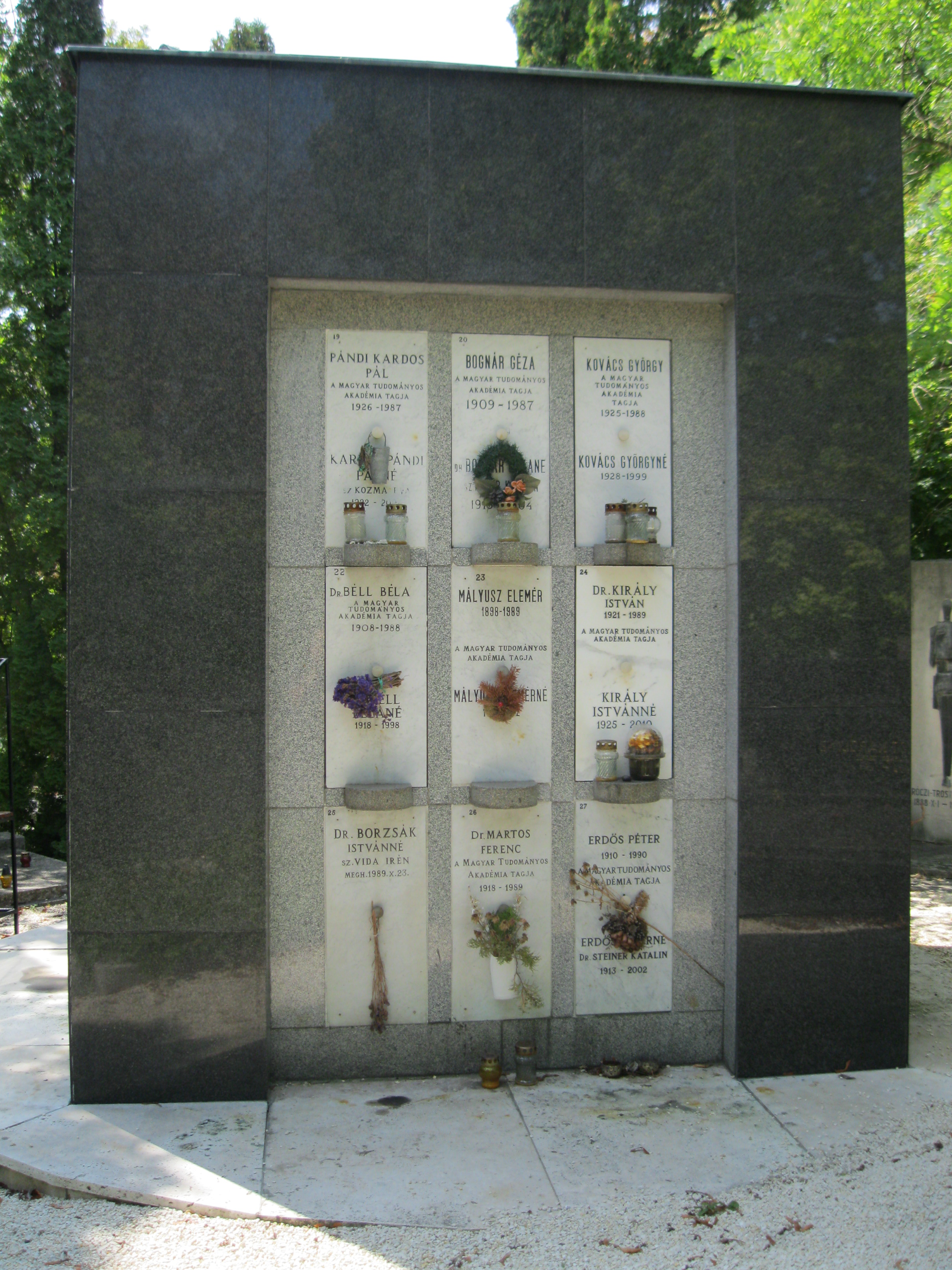
A Farkasréti temető Urnaháza. Itt található Kovács György urnafülkéje is.

- Vízerőművek. Budapest, Tankönyvkiadó, 1965, 330 p. (Kertai Edével)
- Hydrological aspects of water management. Budapest, Vituki, 1970, 59 p.
- Talajvízkérdések a mezőgazdasági vízgazdálkodásban. Budapest, Tankönyvkiadó, 1972, 166 p.
Angolul: Groundwater problems related to agricultural water use. Budapest, Vituki, 1972, 52 p.
- Interpretation and determination of the coeficient of permeability. Budapest, Vituki, 1972, 117 p.
- A szivárgás hidraulikája. Budapest, Akadémiai, 1972, 536 p.
Angolul: Seepage hydraulics. Budapest & Amsterdam, Akadémiai & Elsevier, 1981, 730 p.
- A szivárgási tényező értelmezése és meghatározása. Budapest, Vituki, 1972, 152 p.
- A felszín alatti vizek hidrológiai vizsgálata. Budapest, Tankönyvkiadó, 1973, 168 p.
- Characterization of steady seepage through homogeneous earth dams with vertical faces. Budapest, Vituki, 1973, 54 p.
- A felszín alatti vizekkel kapcsolatos feladatok megoldására szolgáló numerikus módszerek alkalmazásának alapjai. Budapest, Vituki, 1978, 234 p.
Angolul: Mathematical modelling of ground-water flow. Budapest, Vituki, 1978, 92 p.
- A talaj-nedvesség zónájának hidrológiai vizsgálata. Budapest, 1978.
- Töredezett, repedéses kőzetek szivárgási tényezője és áteresztőképessége. Budapest, Vituki, 1979, 61 p.
- A hófelhalmozódás, a hóolvadás és a hóból származó lefolyás tér- és időbeli változékonysága Magyarországon. Budapest, Vituki, 1979, 103 p.
- Practical application of hydrodynamic models to assess ground-water resources. Budapest, 1979.
- Hydrology of the soil moisture zone. Budapest, Vituki, 1981, 130 p.
- Subterranean hydrology. Littleton, Water Resources Publications, 1981, 978 p. (Többekkel)
- A szivárgáshidraulika sztochasztikus értelmezése. Budapest, Vituki, 1984, 83 p.

## További irodalom
- Alföldi László: Kovács György (1925–1988). in: Magyar Tudomány XXXIII. 1988. 907–910.
- Nagy László: Dr. Kovács György (1925–1988). in: Magyar Vízgazdálkodás XXVIII. 1988. 3. sz. 27.
- Rétvári Judit: Dr. Kovács György (1925–1988). in: Hidrológiai Közlöny LXIX. 1989. 4. sz. 245–250.